# Крумін Микола Петрович
Микола Петрович Крумін (Круміньш) (20 жовтня 1889, волость Крустпілс, тепер Латвія — 26 січня 1959, місто Рига, тепер Латвія) — радянський діяч судових органів та органів державної безпеки, голова Брянської губернської ЧК та начальник Брянського губернського відділу ДПУ. Член Центральної контрольної комісії РКП(б) у 1923—1927 роках, член Партійної колегії Центральної контрольної комісії РКП(б) з квітня 1923 по грудень 1925 року. Член ВЦВК.

## Життєпис
Народився в родині наймита. З дитячих років наймитував, працював на тимчасових роботах у Вентспілсі.
Учасник революційних подій 1905—1907 років. Член РСДРП(б) з 1906 року. Був заарештований, потім відправлений на заслання.
З 1918 року працював в органах Всеросійської надзвичайної комісії (ВЧК).
8 жовтня 1921 — 6 лютого 1922 року — голова Брянської губернської надзвичайної комісії (ЧК).
З 6 лютого 1922 по квітень 1923 року — начальник Брянського губернського відділу Державного політичного управління (ДПУ).
На 1925 рік — заступник керуючого Інспекції транспорту та зв'язку Народного комісаріату робітничо-селянської інспекції СРСР.
Потім перебував на дипломатичній роботі.
З 1935 року — член Верховного суду СРСР.
З 1945 по 1956 рік — член Верховного суду Латвійської РСР.
З 1956 року — на пенсії.

## Нагороди
- орден Трудового Червоного Прапора